# Cròmbec becllarg
El cròmbec becllarg (Sylvietta rufescens) és un ocell de la família dels macrosfènids (Macrosphenidae)..

## Hàbitat i distribució
Habita matolls àrids i bosc miombo de l'oest i sud d'Angola, Namíbia, Botswana, Zàmbia, Zimbabwe, sud-est de la República Democràtica del Congo, sud-oest de Tanzània, Burundi, Malawi i Moçambic (excepte el nord-est) fins al sud de Sud-àfrica.